# Cascata fra le rocce
Cascata fra le rocce è un dipinto a olio su tela (98x85 cm) realizzato tra il 1660 ed il 1670 dal pittore Jacob Van Ruisdael.
È conservato nella National Gallery di Londra.